# Jan Łaszcz (zm. 1591/1592)
Jan Łaszcz z Tuczap herbu Prawdzic (zm. w 1591/1592 roku) – podkomorzy bełski w 1570 roku, krajczy dworu Anny Jagiellonki w 1585 roku, starosta chełmski w latach 1583-1591, starosta tyszowiecki, poseł na sejmy.
Był synem Aleksandra, kasztelana czerskiego, miał dwóch braci Aleksandra rotmistrza i chorążego bełskiego oraz Marcina kanonika łowickiego i krakowskiego. Jego bratankiem był Samuel Łaszcz. W 1565 zapisał się na uniwersytet w Ingolstadt. Po przyjeździe do kraju wstąpił na służbę prymasa Jakuba Uchańskiego i był podczaszym na jego dworze. W 1570 otrzymał po ojcu podkomorstwo bełskie. W 1572 posłował z województwa bełskiego na sejm do Warszawy. Poseł na sejm koronacyjny 1576 roku z województwa bełskiego. W 1576 uczestniczył w sejmie koronacyjnym Stefana Batorego, został desygnowany delegatem do skarbu kwarcianego w Rawie, posłował także na sejm 1578 roku z województwa bełskiego. Od 1576 był Jan starostą tyszowieckim, a w 1582 otrzymał od ojca starostwo chełmskie. W 1585 został krajczym królowej Anny Jagiellonki.